# Kristian Huber
Kristian Huber (Feldkirch, 13 de junio de 1997) es un deportista austríaco que compite en bobsleigh en la modalidad cuádruple.
Ganó una medalla de plata en el Campeonato Mundial de Bobsleigh de 2021 y una medalla de plata en el Campeonato Europeo de Bobsleigh de 2021.

## Palmarés internacional
| Campeonato Mundial | Campeonato Mundial    | Campeonato Mundial | Campeonato Mundial |
| Año                | Lugar                 | Medalla            | Prueba             |
| ------------------ | --------------------- | ------------------ | ------------------ |
| 2021               | Altenberg (Alemania)  | Medalla de plata   | Cuádruple          |
| Campeonato Europeo |                       |                    |                    |
| Año                | Lugar                 | Medalla            | Prueba             |
| 2021               | Winterberg (Alemania) | Medalla de plata   | Cuádruple          |